# Bud Spencer
Carlo Pedersoli (n. 31 octombrie 1929, Napoli, Regatul Italiei – d. 27 iunie 2016, Roma, Italia), mai cunoscut sub pseudonimul Bud Spencer, a fost un actor și fost înotător olimpic italian, care s-a făcut remarcat în așa-numitele „western spaghetti” italiene. În România este foarte cunoscut din filmele în care a jucat rolul comisarului Piedone și din cele în care a jucat cu actorul Terence Hill. The legend will never die. 

## Viața personală
În 1960 s-a căsătorit cu Maria Amato, cu care are trei copii: Giuseppe (n. 1961), Christine (n. 1962) și Diamante (n. 1972). Mai are o soră, Vera Pedersoli.

## Biografie
În orașul natal începe cursuri de înot. În 1940 familia se mută la Roma, unde tânărul Carlo urmează cursurile Facultății de Chimie din Roma. În 1947 familia se mută din nou, de această dată în Argentina. La sfârșitul anilor ’40 Carlo se întoarce în Italia.

## Cariera de înotător
Devine primul italian care înoată 100m în mai puțin de un minut, la 19 septembrie 1950. În 1951, la Jocurile Mediteraneene de la Alexandria, a câștigat medalia de argint la proba „liber” .
A participat și la Olimpiadele din 1952 și 1956, unde a ajuns până în semifinalele probei de liber.
Ca jucător de polo, a câștigat Campionatul Italian cu echipa sa de club, S.S. Lazio.
În 2007, la vârsta de 77 ani, primește licența de antrenor din partea Federației Italiene de Natație.

## Cariera de actor
Primul său rol de film este minor, ca membru al gărzii pretoriene, în filmul Quo Vadis, din 1951. Termină Dreptul, apoi, sătul de antrenamentele de înot, decide să-și schimbe viața. Emigrează în America de Sud, unde lucrează pentru o firmă americană de construcții rutiere, în Argentina, apoi la o firmă de automobile din Caracas, Venezuela. La începutul anilor ’60 se întoarce la Roma, unde se căsătorește și lucrează la casa de muzică RCA.
În 1967, Giuseppe Colizzi, un vechi amic,  îi oferă un rol într-un film (Dumnezeu iartă... eu nu!), alături de Terence Hill. Cuplul devine faimos (notoriu/notabil), filmând împreună 17 filme de succes, între 1967 și 1994. Din această perioadă, Carlo Pedersoli începe să folosească pseudonimul  Bud Spencer , după numele actorului american Spencer Tracy și al berii sale favorite, Budweiser. În România este cunoscut datorită mai multor filme, dintre care menționăm: Piedone, comisarul fără armă (1973), Comisarul Piedone la Hong-Kong (1975), Doi superpolițiști (1976), I se spunea Buldozerul (1978), Piedone africanul (1978), Par și impar (1978), Un șerif extraterestru (1979), Piedone în Egipt (1979), Toate mi se întâmplă numai mie (1980), Banana Joe (1982), Substituire cu bucluc (1984), Un detectiv cu greutate (1993)..
În 1983 joacă în drama de televiziune Extralarge. În 2001 joacă în filmul Cântând în spatele paravanului, lansat în anul 2003.

## Alte activități
În 1984 fondează compania aviatică „Mistral Air”, pe care apoi o abandonează în favoarea unei fabrici de haine pentru copii.
În 2005 participă la alegerile locale din Lazio, pe lista partidului Forza Italia, alegeri pe care însă le pierde.
La 31 octombrie 2007, la cea de-a 78-a aniversare, a fost celebrat la Berlin de 100 de invitați.

## Filmografie
- 1955 Un erou al timpurilor noastre
- 1969 Aur și circ
- 1970 Mi se spune Trinity
- 1971 Tot Trinity mi se spune
- 1972 Torino negru
- 1972 Un motiv de a trăi, un motiv de a muri
- 1972 Se rezolvă... amigo
- 1972 Dați totul, băieți!
- 1973 Piedone - comisarul fără armă
- 1973 Gangsteri de ocazie
- 1974 Atenție, nu ne supărați
- 1975 Comisarul Piedone la Hong Kong
- 1975 Cei 13 de la Barletta
- 1977 Tranzacție cu bucluc
- 1977 Doi superpolițiști
- 1978 Par și impar
- 1978 Piedone africanul
- 1978 I se spunea Buldozerul
- 1979 Un șerif extraterestru
- 1980 Piedone în Egipt
- 1980 Toate mi se întâmplă numai mie
- 1981 Atenție la pana de vultur
- 1981 Prietenul la nevoie se cunoaște
- 1982 Banana Joe
- 1983 Contra cronometru
- 1983 De-a șoarecele și pisica
- 1984 Substituire cu bucluc
- 1985 Băieți buni, băieți răi
- 1991 Vorbind de lup